# Quesuizmus
A „quesuizmus” (a spanyol quesuismo fordítása) a spanyol nyelvben a que su szerkezet használatára utal az ’akié’, ’amié’, ’akinek a’, ’aminek a’ jelentésben az eleve ezt jelentő cuyo, -a, -os, -as (< lat. CUIUS) vonatkozó névmás helyett: például el chico que su padre es médico a szabályos el chico cuyo padre es médico helyett. Az első mondat szó szerinti fordítása: ’a fiú, aki az apja orvos’, míg nyelvtanilag a második, ’a fiú, akinek az apja orvos’ lenne szabályos. A su-t felválthatja a határozott névelő is, ez azonban a jelenség lényegén és elnevezésén nem változtat (például el chico que el padre es médico).
E kifejezésmód a kötetlenebb beszélt nyelvben, társalgási nyelvben jellemző, ahol a cuyo névmást kevésbé használják. A normatív nyelvtani szabályozás szerint a quesuismo egy anakoluthon, vagyis szerkezetszakadás, mivel a que alany funkcióban áll, ezért a su birtokos névmással ilyen szerkesztésben összeegyeztethetetlen. Éppen ezért, főleg az írott, de a választékos beszélt nyelvben is illik kerülni. Mindazonáltal ez a szerkesztésmód nem volt ritka az óspanyol nyelvben. Keletkezése azzal magyarázható, hogy a cuyo egy birtokos vonatkozónévmás, és a beszélők ezt egy vonatkozó névmással és egy birtokos névmással próbálják helyettesíteni, amelyben a cuyo mindkét jelentése benne van ugyan, viszont szintaktikailag a kettő összeférhetetlen.
Megjegyzendő, hogy a que su kapcsolat használata nem minden esetben minősül quesuizmusnak, nevezetesen akkor, ha a que alárendelő kötőszó szerepében áll a mondatban: például Este es el libro que su amigo me prestó. ’Ez az a könyv, amit a[z ő] barátja kölcsönadott nekem.’ vagy Dile que su esposa me llame por teléfono. ’Mondd meg neki, hogy a[z ő] felesége hívjon fel engem telefonon.’.

## Külső hivatkozások
- Diccionario panhispánico de dudas (DPD).
- Real Academia Española